# Rose Bracher
Rose Bracher (* 1894 in Salisbury; † 15. Juli 1941 in Bristol) war eine britische Biologin und Botanikerin. Sie war die erste Frau, die in den Senat einer englischen Universität gewählt wurde.

## Werdegang
Nach der Schulzeit nahm Rose Bracher Studien an der Universität von Bristol auf, die sie mit einem Abschluss in Botanik 1917 beendete. Sie arbeitete danach ein Jahr in der Forschung und nahm dann im Jahr 1918 eine Dozentenstelle an der London School of Medicine for Women an. 1920 wurde ihr ein Stipendium für ein einjähriges Studium der Mykologie an der Universität von Wisconsin gewährt. Bracher kehrte danach nach London zurück, um am East London College ihre Lehrtätigkeit fortzusetzen. 1924 wechselte sie an die Universität von Bristol in die Forschung, übernahm dort im Fachbereich Botanik 1926 eine Assistenten- und ab 1929 eine Dozentenstelle. 1927 wurde ihr der Doktor der Naturwissenschaften verliehen.

## Wirken
Rose Bracher forschte insbesondere zur Physiologie der einzelligen Geißeltierchen Euglena. Hierbei untersuchte sie auch die Vorkommensschwankungen von Euglena an den Ufern des Flusses Avon in Bristol. Mehrere ihrer Arbeiten wurden in den Proceedings of the Linnean Society veröffentlicht. Sie ist Autorin von zwei Lehrbüchern, Field Studies in Ecology und Ecology in Town and Classroom, in denen sie auch ihre Forschungsaktivitäten und Lehrmethoden näher darstellt.

## Würdigungen
Im Jahr 1938 wurde Rose Bracher zum Mitglied der Linnean Society ernannt. Die Universität von Bristol verlieh ihr
1940 den Titel Senior Lecturer. Hiermit wurden ihre besonderen Verdienste für die Universität anerkannt. 1941 wurde sie als erste Frau Englands in den Senat der Universität gewählt. Nach ihr wurde der Rose Bracher Memorial Prize benannt, den die Universität von Bristol für den besten Abschluss in einer biologischen oder biochemischen Disziplin vergibt.